# Берлінська вища школа музики імені Ганса Айслера
Берлінська вища школа музики імені Ганса Айслера (нім. Hochschule für Musik Hanns Eisler Berlin, HFM) заснована у 1950 році та є одним із провідних музичних університетів Європи. З 1987 року музична вища школа розташована у Берліні-Мітте на Шарлоттенштрассе навпроти Берлінського концертного залу на Жандарменмаркт. В 1960-х роках отримала назву на честь композитора і теоретика музики Ганса Айслера. У 2005 році вищу школу музики розширено з новою локацією Neuer Marstall на Палацовій площі.
В університеті є симфонічний оркестр, камерний оркестр, хор, навчальний оркестр, симфонічний духовий оркестри «Eisler Winds» та ансамбль «Echo Ensemble».

## Історія
Оскільки після заснування НДР музичний коледж і всі консерваторії були розташовані в Західному Берліні, у 1949 році Міністерство народної освіти НДР вирішило заснувати новий музичний коледж. Сильно зруйнована війною будівля на Вільгельмштрассе 63 (нині 54) була відремонтована і 1 жовтня 1950 року був відкритий навчальний заклад Німецька вища школа музики (нім. Deutschen Hochschule für Musik).
Ректором-засновником був музикознавець Георг Неплер. До першої групи професорів входили, серед інших, Рудольф Вагнер-Регені та Ганс Айслер, Гельмут Кох, Гельма Прехтер та Арно Шелленберг. Райнгольд Круг, який пізніше також був художнім керівником дочірньої спеціальної музичної школи, був призначений директором консерваторії щойно заснованого Вищої школи музики.
У 1955 році ввели спеціальність режисура для підготовки режисерів опери та музичного театру, оскільки двоє студентів виявили особливий інтерес до цього предмету. Це зробило цей музичний коледж одним із перших університетів у Європі, який пропонував спеціальність такого типу.
У 1964 році університет отримав нову назву «Берлінська вища школа музики ім. Ганса Айслера» (нім. Hochschule für Musik „Hanns Eisler“ Berlin), а у фоє будинку було розміщено бронзове погруддя композитора, створене скульптором Фріцом Кремером.
Щоб сприяти молодим талантам, одночасно із заснуванням університету 1 вересня 1950 року відкрили музичне училище, перетворене на спеціальну музичну школу в 1965 році та безпосередньо підпорядковану музичному університету. З 1991 року воно називається Музична гімназія імені Карла Філіппа Емануеля Баха.
З міркувань простору та через близькість до кордону сектора із Західним Берліном в 1987 році магістрат Східного Берліна визначив нове місце розташування для навчального закладу: вища музична школа переїхала у першу частину нової семиповерхової будівлі на Шарлоттенштрассе 55.
З новими формами власності, обов'язками та моделями фінансування, пов'язаними з падінням Берлінської стіни, університет перейшов у власність новоствореного Сенату Берліну. Мало що змінилося щодо навчання та програм навчання.
У 2005 році заснували Берлінський інститут джазу (нім. Jazz-Institut_Berlin) як спільну установу Берлінської вищої школи музики імені Ганса Айслера та Берлінського університету мистецтв.

## Кафедри та інститути

### Огляд

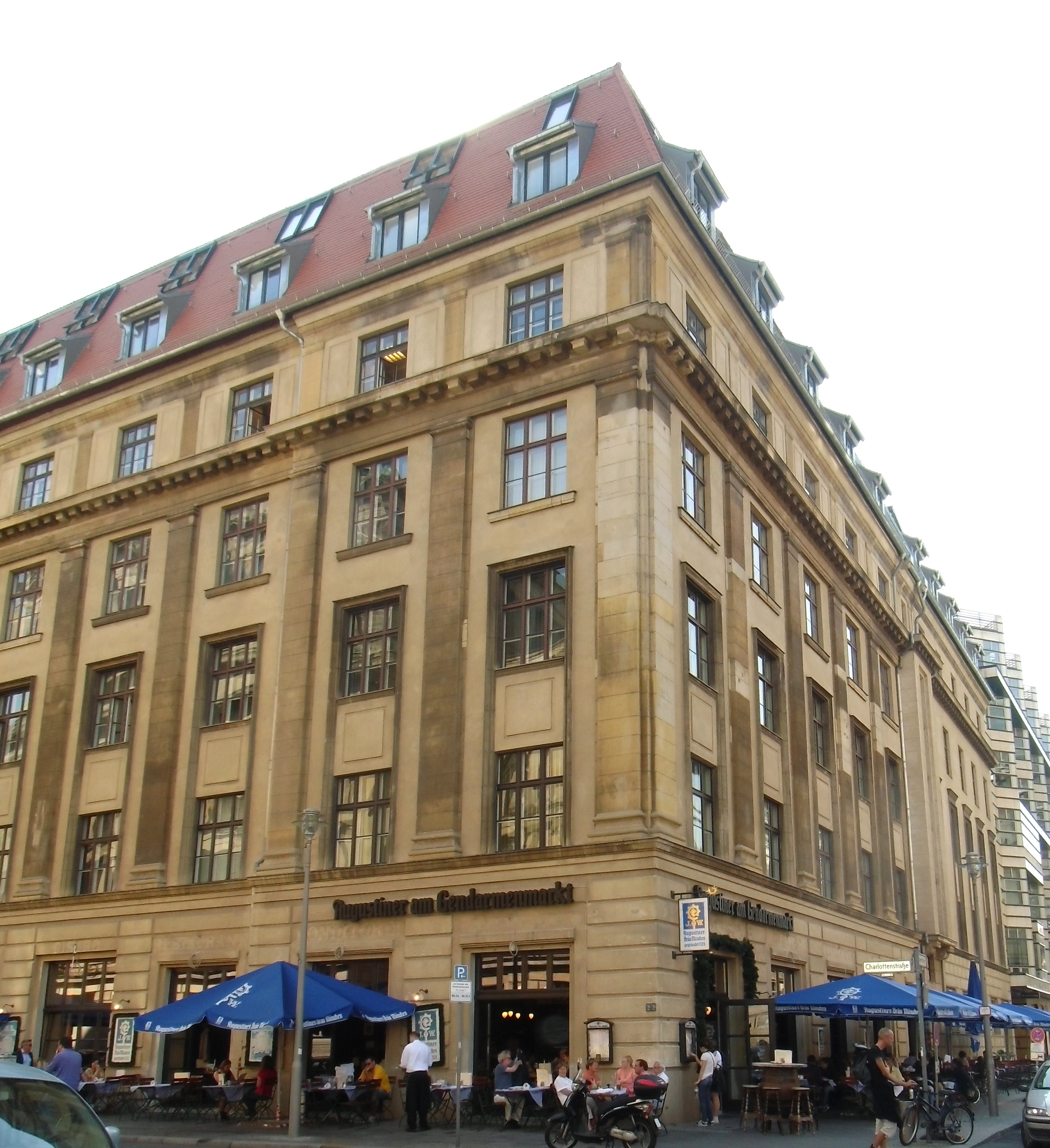
Шарлоттенштрассе 55 (головна будівля)

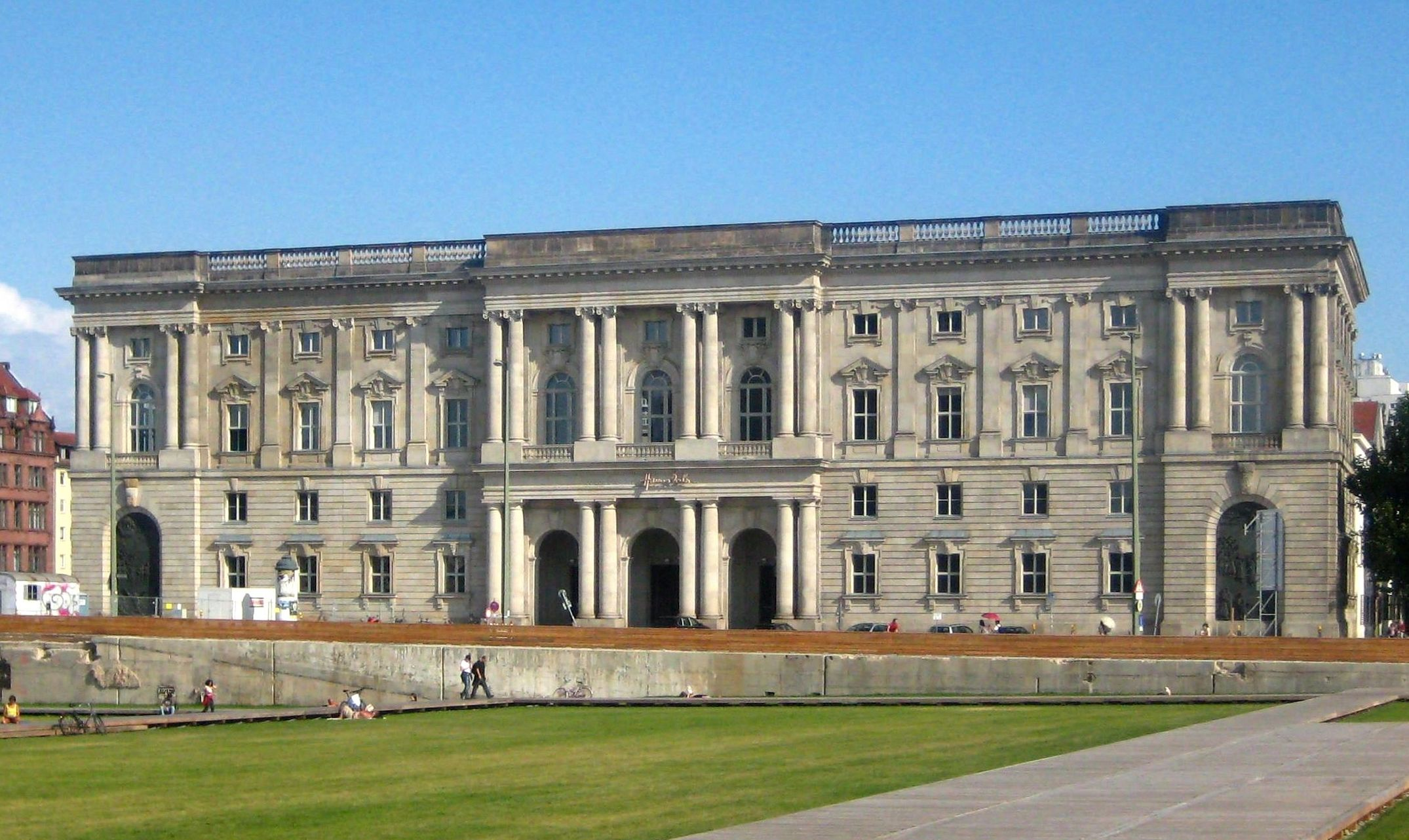
Нова локація Neuer Marstall

Вища музична школа складається з чотирьох факультетів і трьох інститутів, які адмініструються спільно з Берлінським університетом мистецтв. Також школа співпрацює з «Berlin Career College» (колишній Центральний інститут безперервної освіти) у сфері технічного та міждисциплінарного підвищення кваліфікації. Студенти та випускники університету мають, серед іншого, можливість взяти участь у пропозиціях Центру кар'єри та трансферу Берлінського університету мистецтв (CTC).
У зимовому семестрі 2015/16 року були запропоновані такі спеціальності: спів, режисура музичного театру, режисура, струнні інструменти, арфа, гітара, духові інструменти, барабани, диригування, акомпанемент, фортепіано, композиція, історична та сучасна музична композиція, композиція пісень, камерна та електроакустична музика.

### Берлінський інститут музичної фізіології та здоров'я музикантів імені Курта Зінгера
Берлінський інститут музичної фізіології та здоров'я музикантів імені Курта Зінгера досліджує аспекти здоров'я професії музиканта з 2002 року. Названо інститут на честь єврейського лікаря і музикознавця Курта Зінгера, який керував медичним консультаційним центром у Вищій музичній школі з 1923 по 1932 рік. Він був наступником хірурга Моріца Катценштейна. Він також обіймав посаду викладача хвороб музикантів. Звільнений від своїх обов'язків, коли до влади прийшли націонал-соціалісти, і загинув у концтаборі Терезієнштадт у 1944 році. З 2014 року інститут очолює музичний лікар Александр Шмідт.

### Klangzeitort— Інститут нової музики
З 2003 року Інститут нової музики працює у співпраці з Берлінським університетом мистецтв. 

### Берлінський інститут джазу
Завдяки створенню Інституту джазу (JIB) у 2005 році стало можливим гарантувати навчання джазу на міжнародному рівні. Серед професорів — американці Джон Голленбек і Джуді Німак-Прінс. Кафедри поділяються на дерев'яні духові інструменти, мідні інструменти, спів, фортепіано, струнні інструменти, ударні, молотки, а також науку, теорію та медіа. Художній керівник — джазовий саксофоніст Пітер Венігер.

### Бібліотека
Фонди бібліотеки університету включають 14 400 книг, 57 000 нот і 4 100 CD/відео.